# Дзинага
Дзинага́ (осет. Дзинагъа) — село в Ирафском районе Республики Северная Осетия-Алания. Административный центр Гуларского сельского поселения.

## Топонимика
Название с. Дзинага объясняется из сван. жинагъ «агнец», «барашек». Очевидно, это место когда-то было пастбищем для мелкого рогатого скота у грузин, живущих за Караугомским перевалом.

## История
В селении проживали следующие фамилии: Баграевы, Газаовы, Гобаевы, Керчелаевы, Костановы, Кужеловы, Легоевы, Малиевы, Ортабаевы.

## География
Расположено в юго-западной части региона, в Дигорском ущелье, у реки Гулардон, на правом берегу реки Урух.

## Население
| 2002 | 2010 | 2021 |
| ---- | ---- | ---- |
| 138  | ↗155 | ↗282 |

## Инфраструктура
Село находится в национальном парке «Алания».
Погранзастава.
Между сёлами Дзинага и Гулар находится объект культурного наследия регионального значения (архитектура) — средневековая жилая сторожевая башня Перисаевых
Среди выявленных объекты культурного наследия (история) — обелиск односельчанам, погибшим в Великой Отечественной войне, находящийся	на восточной окраине кладбища. Сооружён в 1967 году
Неподалёку от с. Дзинага, при движении в сторону с. Гулар и далее к перевалу Гуларвцек, обнаружена предположительно заброшенная шахта.

## Известные уроженцы
- Кадохов, Валерий Тотразович (1945—2015) — советский и российский государственный и общественный деятель.

## Транспорт
Действует (ноябрь 2020) автобусный маршрут 272 «Владикавказ Автовокзал № 1 — Дзинага».